# Distrito de Kadamjay
El distrito de Kadamjay (en kirguís: Кадамжай району) es uno de los rayones (distrito) de la provincia de Batken en Kirguistán.
Su capital es Pulgon, un pueblo del aiyl okmotu de Orozbek, pero la localidad más poblada es Kadamjay. En 2009 tiene 157 597 habitantes en una extensión de 6146 km².
Posee el segundo mayor depósito del mundo de mercurio y antimonio.

## Subdivisiones
Existen dos ciudades directamente subordinadas al raión: Aidarken y Kadamjay. Junto a ellas hay trece comunidades rurales o aiyl okmotus, que se enumeran a continuación con sus pueblos:
1. Ak-Turpak aiyl okmotu (Jany-Jer, Ak-Turpak, Kalacha, Kara-Tumshuk, Kyzyl-Korgon, Otukchu, Sary-Kamysh, Tokoy, Chogorok, Chong Kara, Jash-Tilek, Orukzar, Ming-Chinar y Kelechek)
2. Alga aiyl okmotu (Alga, Adyr, Sak-Sak, Shyrban, Chunkur-Kyshtak y Jany-Chek)
3. Birlik aiyl okmotu (Ormosh, Bel, Jal, Jany Korgon, Kichi-Aydarken, Molo, Sur, Syrt, Teskey, Eshme y Chechme)
4. Absamat Masaliev aiyl okmotu (Kara-Debe, Olagysh, Kakyr, Kojo, Kon, Alysh, Tash-Korgon y Leskhoz)
5. Kotorma aiyl okmotu (Kyzyl-Bulak, Ak-Kiya, Gayrat, Jalgyz-Bulak, Kara-Oot, Kara-Shoro, Kesken-Tash, Keterme, Tamasha y Langar)
6. Maidan aiyl okmotu (Kara-Jygach, Austan, Kara-Kyshtak, Karool, Kerege-Tash, Maydan, Pum, Kara-Dobo, Isfayram, Sary-Altyn, Bak, Jany-Abad y Akimbek)
7. Markaz aiyl okmotu (Markaz, Arpa-Say, Dostuk, Kek-Talaa, Mayak y Pyldarak)
8. Orozbek aiyl okmotu (Orozbekovo, Kuldu, Tash-Kyya, Pulgon y Chal-Tash)
9. Uch-Korgon aiyl okmotu (Uch-Korgon, Valakish, Kakyr, Kalacha, Kaltak, Sulaymanabad, Razezd, Sukhana, Chauvay, Boz, Kambarabad y Tajik Kyshtak)
10. Khalmion aiyl okmotu (Khalmion, Baymaala, Gulduromo, Jayny-Aiyl, Joshuk, Irilek, Kek-Tal, Kurulush, Noogardan, Tah-Dobo, Yntymak, Chekelik y Shady)
11. Kyrgyz-Kyshtak aiyl okmotu (Kyrgyz-Kyshtak, Kojo-Korum, Kaytpas y Byurgendyu)
12. Chauvay aiyl okmotu (Chauvay)
13. Sovet aiyl okmotu (Sovetskiy)